# José Armando Ribeiro de Paula
José Armando Ribeiro de Paula (Rio de Janeiro, 1873 — , ) foi um militar brasileiro militar.
Quando as forças rebeldes que apoiavam Getúlio Vargas invadiram o estado do Espírito Santo, o presidente Washington Luís designou José Armando Ribeiro de Paula como comandante superior no estado, com a tarefa de apoiar o governador Aristeu Borges de Aguiar. O governador no entanto abandonou seu posto e evadiu-se no navio cargueiro, tendo seu sucessor legal, o vice-governador Joaquim Teixeira de Mesquita também fugido. Nestas circunstâncias o presidente Washington Luís designou José Armando Ribeiro de Paula como governador do Espírito Santo.
Assumiu o governo em 16 de outubro de 1930, sendo deposto pelas forças rebeldes sob o comando do coronel Otávio Campos do Amaral em 19 de novembro de 1930, ascendendo ao governo a junta governativa capixaba de 1930.